# Arnaud de Faugères
Arnaud de Faugères, o anche Arnaud de Fougères ou Arnaud de Falguières (XIII secolo – Avignone, 12 settembre 1317), è stato un cardinale e arcivescovo cattolico francese.

## Biografia
Arcidiacono e prevosto di Arles, ne divenne arcivescovo nel 1308 grazie al sostegno del conte di Provenza e re di Sicilia, Roberto I. Egli intervenne presso il re di Francia Filippo il Bello dietro sollecitazione di papa Clemente V e, in ricompensa, fu nominato cardinale vescovo di Sabina il 19 dicembre 1310. Poco tempo dopo fu incaricato d'indagare sui crimini commessi dall'Ordine dei templari.
Intorno al 1312 fu nominato camerlengo di Santa Romana Chiesa.
Partecipò al conclave, tenutosi nella casa dei domenicani a Lione, aperto il 1º maggio 1314 e conclusosi il 7 agosto 1316 con l'elezione al soglio pontificio di papa Giovanni XXII.
Alla sua morte fu inumato nella chiesa di San Pietro nel comune di Condom (Midi-Pirenei).
Nel 1311 gli era successo, alla guida dell'arcidiocesi di Arles, il fratello Gaillard de Faugères.

## Genealogia episcopale
La genealogia episcopale è:
- Papa Clemente V
- Cardinale Arnaud de Faugères